# Горовиць Володимир Самійлович
Володи́мир Самі́йлович Го́ровиць (18 вересня (1 жовтня) 1903, Київ або Бердичів, Російська імперія — 5 листопада 1989, Нью-Йорк, США) — український та американський піаніст єврейського походження. Один з найвидатніших піаністів в історії музики.

## Життєпис
Народився 18 вересня (1 жовтня) 1903 року в Києві або Бердичеві, у родині відомого, авторитетного та заможного київського інженера Самуїла Горовиця. Родина мешкала в Києві ще з 1850-х років. Підґрунтям заможного життя була діяльність діда піаніста — київського купця 1-ї гільдії Йоахима Горовиця — відомого мецената.
Перші кроки в музиці Володимир зробив за допомогою матері — Софії Горовиць (Соні Бодик), яка 8 років навчалася у Київському музичному училищі в класі директора училища, видатного викладача-піаніста Володимира Вацлавовича Пухальського, до якого в січні 1913 р. привела свого 10-річного сина Володимира.
За 7 років навчання — спочатку в училищі, а потім у консерваторії — Горовиць неодноразово виступав у так званих «публічних концертах», куди залучали лише найталановитіших учнів. В 1917 році родина втратила своє майно, тож Володимиру довелося грати концерти та продовжувати вчитися, щоб прогодувати свою родину. У 1920 р. — став учнем легендарного Фелікса Блуменфельда. Цього ж року закінчив консерваторію.
До 1925 року концертував містами радянської Росії (СРСР). Мав величезний успіх.
Разом зі скрипалем Натаном Мільштейном виступав в Москві, Петрограді з першокласними оркестрами.
Від жовтня 1924 до січня 1925 р. дав близько 20 концертів у Ленінграді, де зіграв 155 творів.
У 1925 р. їде на гастролі до Європи, де швидко завойовує популярність як концертуючий піаніст.
Від 1928 р. живе в США (1944 року отримав американське громадянство).
1933 року одружився з Вандою Тосканіні, донькою славетного диригента Артуро Тосканіні. В нього була лише одна донька Соня, яка померла в 1975 р.
Практично все життя (з перервами в 1953—1965 та 1975—1981 рр.) В. Горовиць активно концертував. У діяльності була перерва в 12 років, тож повернення в 1965 році викликало великий ажіотаж (квитки розпродали за дві години)
Репертуар Володимира Горовиця надзвичайно широкий — від творів Д. Скарлатті до С. Прокоф'єва, значне місце в репертуарі займали також його авторські транскрипції популярних творів. Гра В. Горовиця відрізнялась блискучою віртуозністю та феноменальною технікою.
Взаємини піаніста і радянської влади були трагічними. Після еміграції радянська влада неодноразово йому погрожує, в 1930-х роках у концтаборах СРСР загинули його брат і батько, батька назвали «ворогом народу». Сестра музиканта, піаністка й педагогиня Регіна Горовиць, була дружиною відомого українського радянського економіста Овсія Лібермана. Володимир Горовиць відвідав СРСР лише 1986 року, після 61-річної перерви (з тріумфальним успіхом дав концерти в Москві та Ленінграді). Та вже тоді не застав нікого з рідних, на той час всі вже померли.
Продовжував свою діяльність до самої смерті.
Помер 5 листопада 1989 року. Похований у сімейному склепі у Мілані.

## Особисте життя
У 1933 році Горовіц одружився на цивільній церемонії з Вандою Тосканіні, донькою Артуро Тосканіні. Хоча Горовіц був євреєм, а Ванда — католичкою, це не було проблемою, оскільки жоден з них не був релігійним. Основною мовою спілкування між ними була французька.
Горовіц був близький зі своєю дружиною, яка була однією з небагатьох людей, від яких Горовіц приймав критику своєї гри. Вона залишилася з Горовіцем, коли він відмовився виходити з дому під час періоду депресії. У них була одна дитина, Соня Тосканіні Горовіц (1934—1975). Вона отримала важкі травми в аварії на мотоциклі в 1957 році, але вижила. Невідомо, чи була її смерть у Женеві від передозування наркотиків випадковою, чи самогубством.
Незважаючи на його шлюб, постійно ходили чутки про гомосексуальність Горовіца. Артур Рубінштейн сказав про Горовіца, що «всі знали та сприймали його як гомосексуала».
Девід Дубал писав, що за роки його співпраці з Горовіцем не було жодних доказів того, що вісімдесятирічний чоловік був сексуально активним, але що «не було сумнівів, що він відчував сильний потяг до чоловічого тіла і, найімовірніше, часто був сексуально фрустрований протягом усього свого життя». Дубал вважав, що Горовіц сублімував сильну інстинктивну сексуальність у потужний еротичну підтекст, що передавалася у його грі. Горовіц, який заперечував свою гомосексуальність, одного разу пожартував: «є три типи піаністів: єврейські піаністи, гомосексуальні піаністи та погані піаністи».
У статті в «The New York Times» у вересні 2013 року Кеннет Лідом, асистент Горовіца протягом п'яти років до 1955 року, сказав, що таємно був коханцем Горовіца:

Ми мали дивовижне спільне життя… Він був, м'яко кажучи, складною людиною. У ньому була неймовірна злість. Скільки страв кидалося на підлогу чи мені на коліна. Він піднімав скатертину та просто стягував її зі столу, і вся їжа летіла назовні. У нього часто траплялися спалахи істерики. Але водночас він був спокійним і милим. Дуже милим, дуже милим. І він справді обожнював мене.

У 1940-х роках Горовіц почав відвідувати психіатра, намагаючись змінити свою сексуальну орієнтацію. У 1960-х, та знову в 1970-х роках піаніст проходив лікування електрошоком від депресії.
У 1982 році Горовіц почав приймати призначені йому антидепресанти; є повідомлення, що він також вживав алкоголь. У цей період його гра зазнала помітного спаду, а його виступи 1983 року у Сполучених Штатах та Японії були затьмарені провалами в пам'яті та втратою фізичного контролю. Японський критик Хідеказу Йошіда порівняв Горовіца з «тріснутою рідкісною, чудовою антикварною вазою». Він перестав грати публічно на два роки.

## Учні
З 1937 по 1962 рік у Горовиця було семеро учнів: Ніко Кауфман (єдиний учень Горовиця під час його перебування в Європі), Байрон Дженіс, Гаррі Граффман, Колман Блюмфілд, Роналд Турині, Олександр Фіорілло і Айвен Девіс. У 80-ті роки давав уроки вже сформованим піаністам Мюррею Перайя і Едуарду Халіму.

## Характеристика творчості
Представник романтичного стилю виконання (твори Ф. Ліста, в тому числі у власних транскрипціях, В. Моцарта, Ф. Шопена, російських композиторів та ін.). Його називали «Королем Королів піаністів», «останнім великим романтиком». У фундаментальній праці Д. Рабиновича «Виконавець і стиль» В. Горовіц зарахований до «велетнів романтичного піанізму», до яких автор відносить Ф. Ліста, С. Рахманінова, В. Горовиця.

## Відзнаки і нагороди
- Наприкінці життя Горовиць отримав найвищу американську нагороду — Медаль Свободи.
- Від 1962 до 1989 р. отримав 25 премій «Греммі».

## Вшанування пам'яті
З 1995 року в Києві проводиться Міжнародний конкурс молодих піаністів пам'яті Володимира Горовиця.
1999 було встановлено (бронза), а 2016 року було відновлено (граніт) пам'ятну дошку в Києві на фасаді будинку по вулиці Михайла Коцюбинського, 12.
У Києві в листопаді 2019 року одну з нових вулиць у Голосіївському районі (місцевість Теремки) названо ім'ям Володимира Горовиця (проєктна назва вулиці — Проектна 12968, пролягає від вулиці Родини Кістяківських до Кільцевої дороги). Наразі вулицю ще не забудовано.

## Галерея

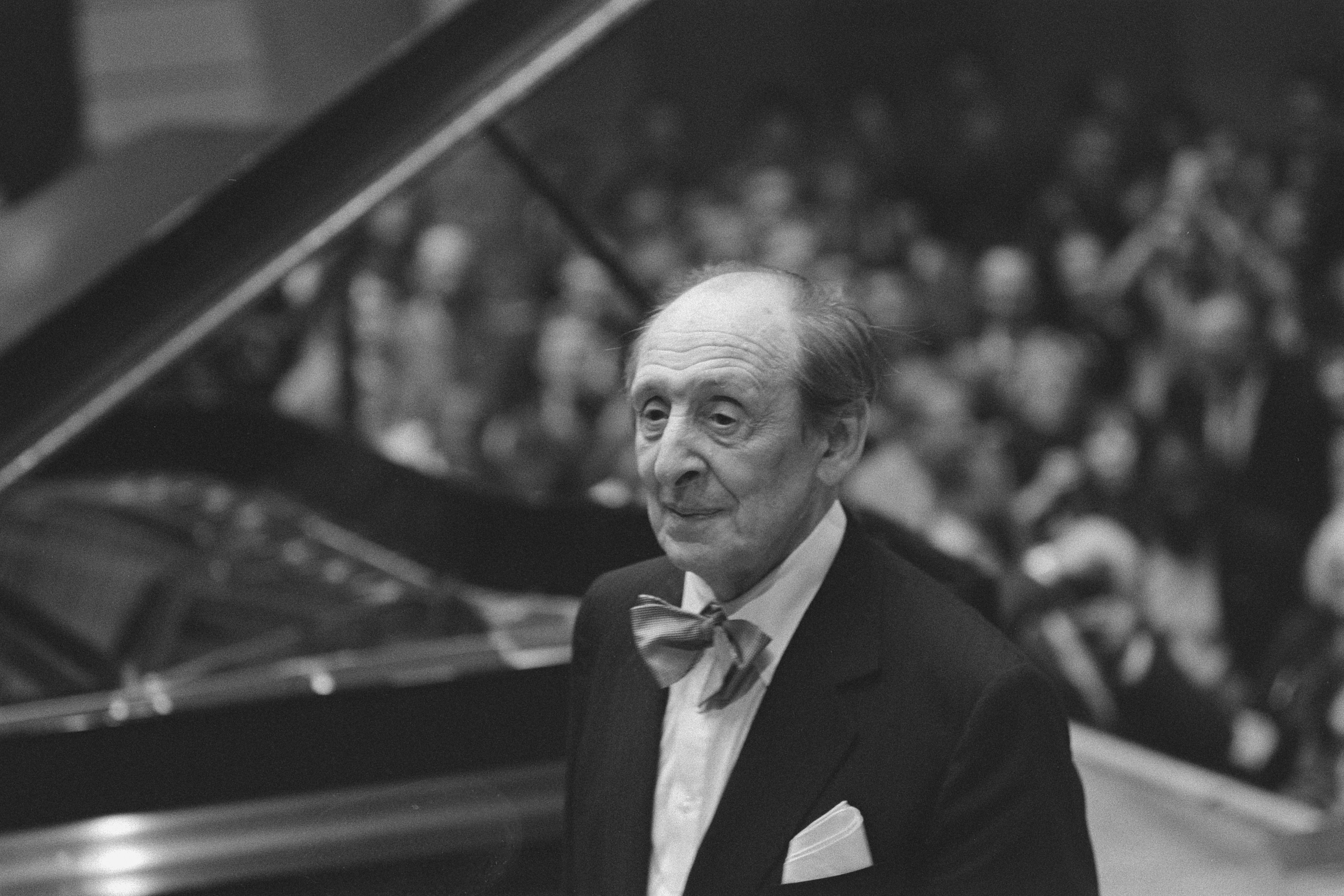
Піаніст Горовиць в Амстердамському Концертгебау
Меморіальна дошка В.Горовцю на будинку, де народився піаніст
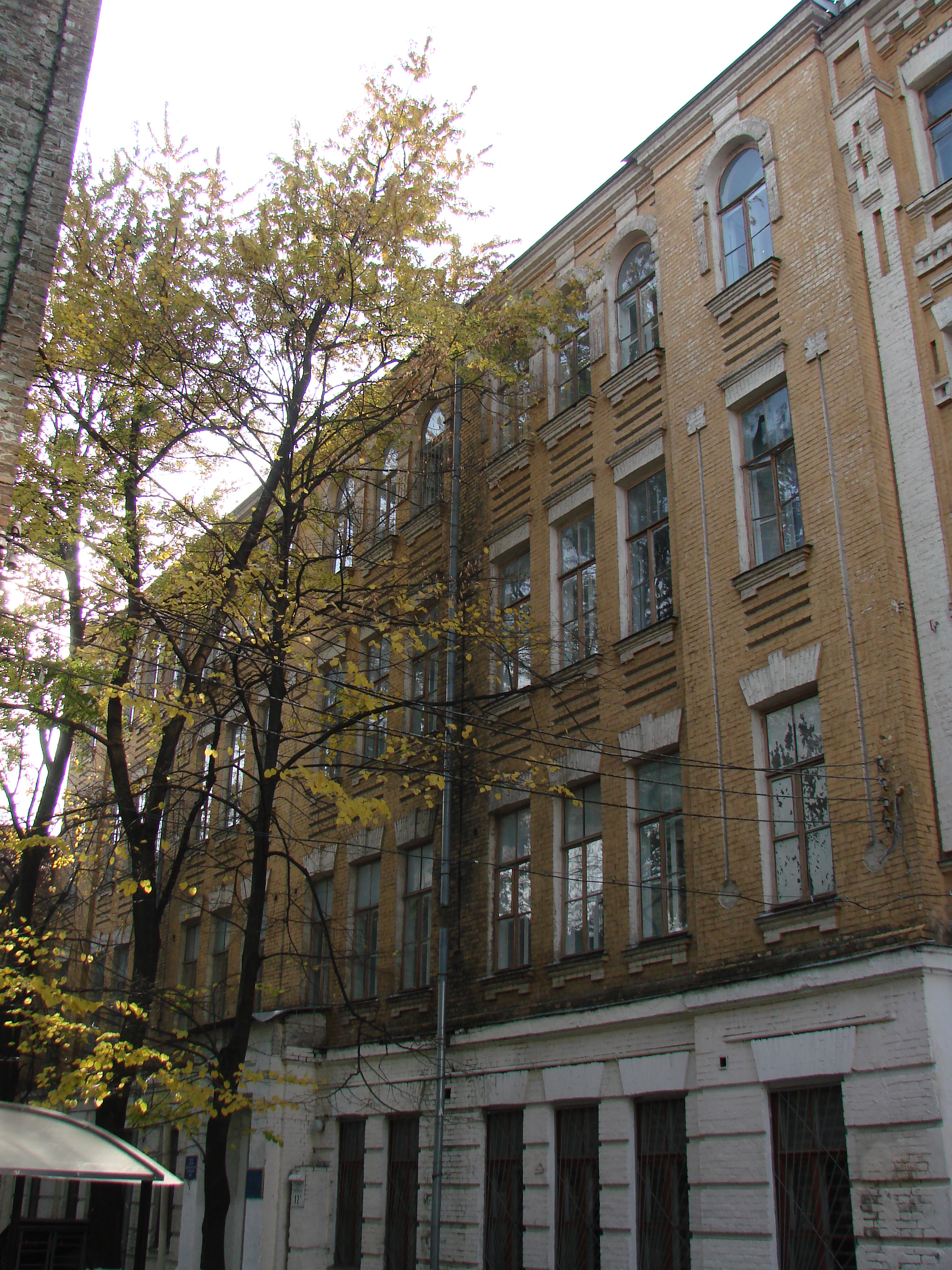
Будинок у Києві, де народився В. Горовиць
Піаніст В. Горовиць за роялем
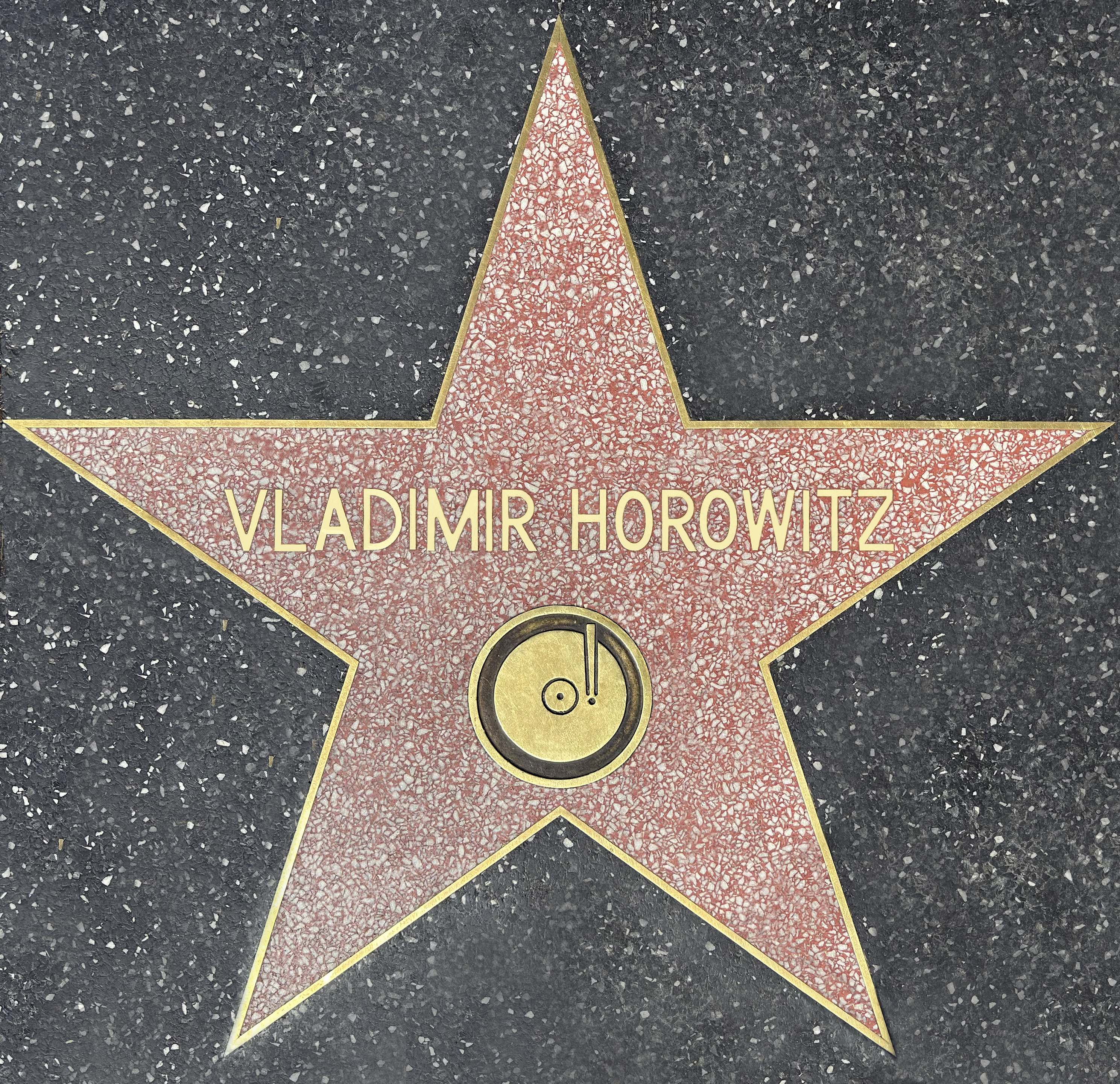
Зірка В. Горовиця на алеї слави у Голівуді
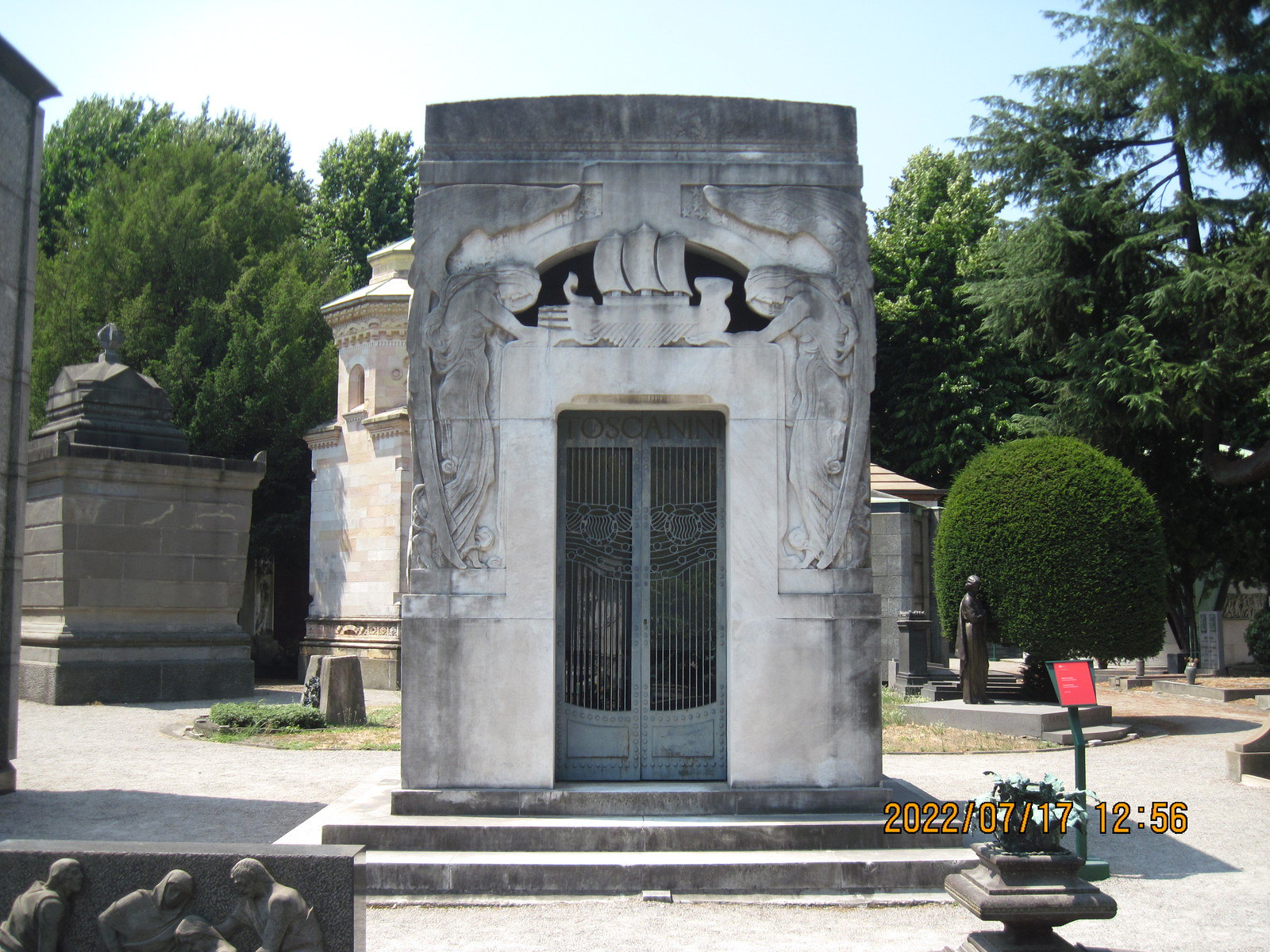
Сімейний склеп, де похований Горовиць
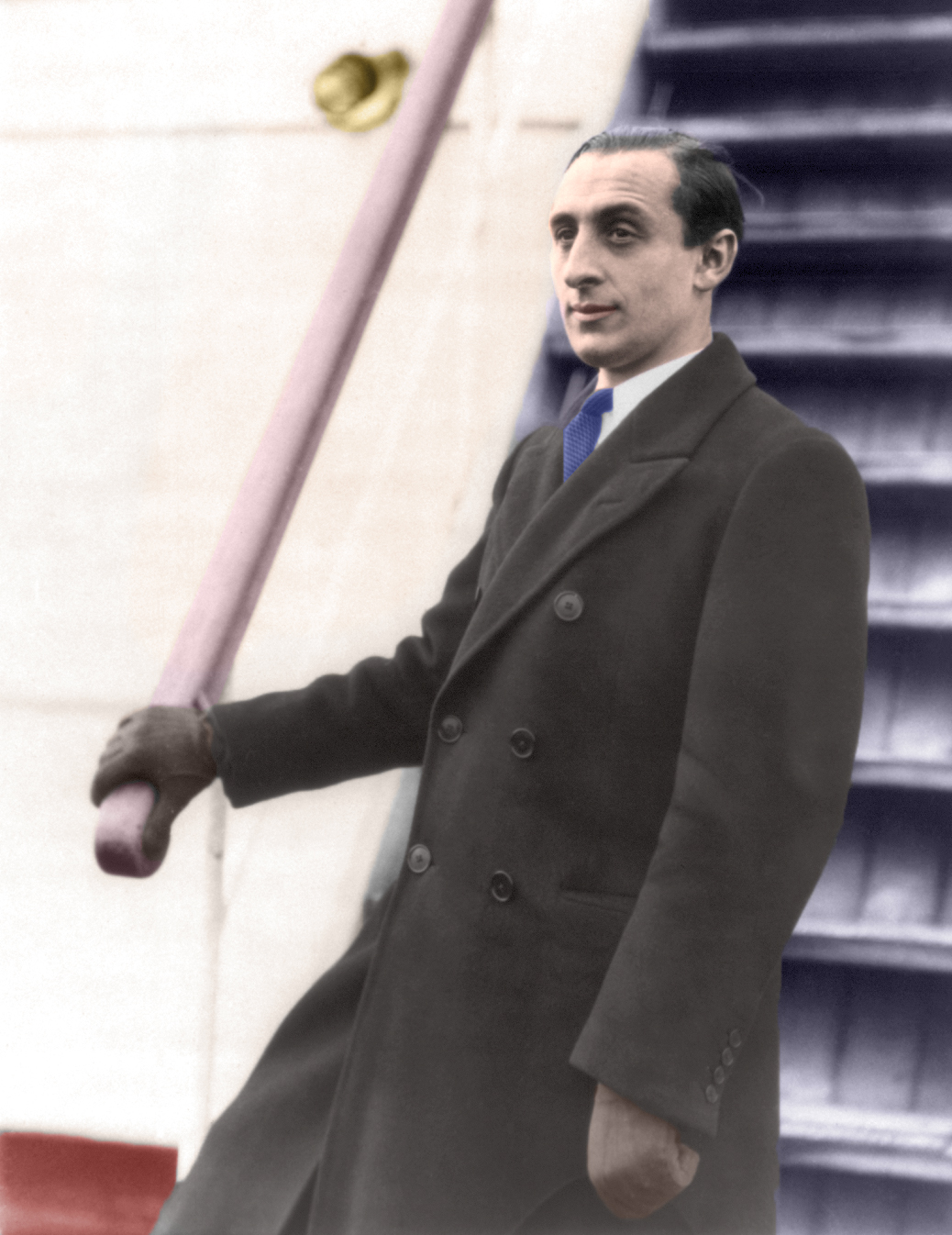